# Họ Gọng vó
Họ Gọng vó hay họ Bắt ruồi (danh pháp khoa học: Droseraceae, đồng nghĩa Aldrovandaceae Nakai, Dionaeaceae Rafinesque) là một họ thực vật hạt kín, phân bố rộng khắp thế giới.

## Tiến hóa
Sự đa dạng hóa ở chi Drosera có thể bắt đầu vào khoảng 42 triệu năm trước, mặc dù nguồn gốc tiền-trôi dạt lục địa cũng đã được đề xuất. Chi Drosera là đặc biệt đa dạng tại tây nam Australia, với khoảng một phần ba số loài của toàn chi; sự đa dạng có thể có quan hệ với sự khởi đầu của kiểu khí hậu Địa Trung Hải tại đây vào khoảng 15-10 triệu năm trước.
Cả hai chi Aldrovandra và Dionaea đều có kiểu bẫy khép lại, các lông tơ kích thích đa bào v.v.. Các bẫy bắt mồi của Dionaea khép lại sau khoảng 100 ms, sự chuyển động này được hỗ trợ bởi thay đổi của các phiến lá từ lõm sang lồi. Volkov và ctv. (2008) cung cấp các chi tiết sinh lý học về cơ chế này trong khi Gibson và Waller (2009) thảo luận về sự tiến hóa của các bẫy kiểu khép lại này, là độc nhất vô nhị ở thực vật hạt kín - có lẽ gắn với sự bắt các con mồi lớn. Tuy nhiên, cũng lưu ý rằng Drosera glanduligera cũng có các lông tuyến ở mép chuyển động nhanh - mà nó lại không có tuyến tiết.

## Đặc điểm
Họ này bao gồm các loài thực vật ăn thịt. Ngoài các loài gọng vó thuộc chi Drosera, nó còn chứa loài có phần nổi tiếng hơn là bắt ruồi Venus (Dionaea muscipula). Các loài gọng vó tạo ra các chất nhớt dính trên lá của chúng để bẫy con mồi, còn bắt ruồi Venus thì có những chiếc lá tạo thành những cái bẫy khép lại khi nó bị quấy nhiễu. Chi thứ ba chỉ còn 1 loài Aldrovanda vesiculosa, giống như cây bắt ruồi Venus, nhưng bẫy các con mồi là động vật không xương sống, sinh sống dưới nước.
Họ này chứa các loài cây thân thảo có rễ hay không rễ (chi Aldrovandra). Cơ chế bẫy mồi là chủ động. Bẫy mồi bao gồm các tuyến trên lá tiết ra chất dính, gắn liền với sự khép con mồi lại chậm diễn ra sau đó nhờ chuyển động của phiến lá (chi Drosera) hoặc bao gồm các phiến lá biến đổi kỳ lạ, giống như bẫy thép, khép lại theo kiểu bật nhanh khi các thụ quan hướng trục bị chạm vào (các chi Aldrovanda, Dionaea). Cây thường với tổ hợp các lá ở gốc hoặc có thể không có tổ hợp lá sát gốc hay sát ngọn; có thân rễ hay thân củ. Ưa nước (chi Aldrovanda) hay ưa điều kiện đầm lầy tới ưa ẩm vừa phải (thường mọc ven các đầm lầy có tính chua); đôi khi trôi nổi tự do (chi Aldrovanda). Các lá của chi Aldrovanda mọc ngầm dưới nước. Lá đơn, nhỏ tới trung bình; chủ yếu mọc so le, hoặc mọc vòng (chi Aldrovandra); thành vòng xoắn hoặc 4 tầng; có cuống lá; không màng bao. Phiến lá nguyên. Có lá kèm hoặc không; không có mô phân sinh gốc bền. Gân lá thường hình thoa (hướng trong, không giống như lá của Drosophyllum hướng ngoài), hoặc không hình thoa. Các gân lá nhỏ không có các tế bào di chuyển libe (các chi Dionaea, Drosera) .
Các loài cây trong họ này có hoa lưỡng tính. Thụ phấn nhờ côn trùng. Hoa mọc đơn độc hoặc mọc thành các xim hoa. Đơn vị cụm hoa tận cùng thường có dạng xim. Hoa cân đối; thường mẫu 4–5; tròn hay vòng 4 hoặc vòng 5. Đế hoa không có cả cuống nhị lẫn cuống nhụy.
Bao hoa với đài và tràng hoa phân biệt; 8–10(–20); 2 vòng; đẳng số. Đài hoa 4–5(–8); 1 vòng; gần như không có lá đài hợp hoặc đa lá đài. Các thùy đài hoa dài hơn ống. Đài hoa cân đối; bền; xếp lợp. Tràng hoa 4–5(–12); 1 vòng; nhiều cánh hoa; xếp lợp hay vặn vẹo; cân đối. Các cánh hoa có vuốt ngắn.
Bộ nhị thường (4–)5 hoặc hiếm khi 10–20. Các phần của bộ nhị phân nhánh hoặc không; rời với bao hoa; cân đối; rời nhau hay dính liền; khi dính liền thì 1 chỉ nhị hợp (hợp sinh gốc ở chi Dionaea); 1 vòng hoặc 2 vòng. Bộ nhị chỉ chứa nhị sinh sản. Nhị (4–)5 hoặc (10–)20; từ đẳng số với bao hoa tới gấp ba lần. Bao phấn đính lưng hay đính gốc; nứt theo các khe nứt dọc; hướng ngoài; bốn túi bào tử. Vách trong bao phấn phát triển các mô dày dạng sợi. Sự hình thành vi bào tử đồng bộ. Các bộ bốn vi bào tử ban đầu hình tứ diện hay có khả năng phân chia thành hai nửa đối xứng dọc theo hai mặt phẳng khác biệt. Vách bao phấn ban đầu với 1 lớp giữa theo kiểu ‘thực vật một lá mầm’. Mô dinh dưỡng trong túi bào tử có tuyến hoặc dạng amip. Phấn hoa rụng thành cụm bộ bốn. Các hạt phấn hoa có 3-50 khe hở dọc hay lỗ; 2-tế bào (Dionaea), hoặc 2-tế bào và 3-tế bào (với cả hai điều kiện ở chi Drosera) .
Bộ nhụy 3(–5) lá noãn. Nhụy 1 tế bào. Bộ nhụy dạng quả tụ; quả tụ với bầu nhụy tụ, hoặc quả tụ với đầu nhụy tự do; thượng. Bầu nhụy 1 ngăn. Vòi nhụy 1 hoặc 3(–5); tự do hay hợp một phần; ở đỉnh. Đầu nhụy thường 2 thùy; kiểu khô; có nhũ. Kiểu đính noãn vách hay gốc. Noãn trong một ngăn 3–100 (‘nhiều’); ngược; hai áo; phôi tâm phát triển kém hoặc phát triển tốt (với 1 hay nhiều lớp tế bào ngoài túi phôi). Túi phôi phát triển theo kiểu Polygonum. Các nhân ở cực hợp lại trước khi thụ phấn. Các tế bào đối cực hình thành; 3; không nảy nở; phù du. Các tế bào phụ trợ có móc (với bộ máy hình chỉ). Sự hình thành nội nhũ là kiểu nhân. Phát sinh phôi kiểu cẩm chướng (caryophyllad) tới kiểu cà (solanad) hoặc kiểu anh thảo chiều (onagrad) tới kiểu cúc (asterad) .
Quả không dày cùi thịt; nứt (gần như luôn luôn), hoặc không nứt (chi Aldrovandra); quả nang (thường thấy) hoặc quả nang không nứt (chi Aldrovandra). Quả nang chia ngăn hay mở bằng mảnh vỏ. Hạt giàu nội nhũ. Nội nhũ chứa dầu. Hạt có cánh hoặc không. Hạt có tinh bột. Lá mầm 2. Phôi thẳng.

## Phân loại
Họ Droseraceae theo phân loại của APG là một phần của bộ Caryophyllales trong nhánh core eudicots. Họ này bao gồm 3 chi còn loài sinh tồn và khoảng 6 chi đã tuyệt chủng. Số loài còn sinh tồn khoảng 110-115. Hệ thống Cronquist năm 1981 xếp họ này trong bộ Nepenthales.
Họ này bao gồm các chi sau đây:
- Aldrovanda: Rong lửng chó, hạc tảo
- Dionaea: Bắt ruồi, bộ dăng thảo
- Drosera: Gọng vó, trường lệ, bắt ruồi, cẩm địa la, mao cao thái
- † Droserapollis
- † Droserapites
- †? Droseridites
- † Fischeripollis
- † Palaeoaldrovanda
- † Saxonipollis

Mặc dù còn có một số tranh cãi, nhưng các nhà phân loại học có xu hướng gộp ít nhất là 2 trong số 3 chi còn sinh tồn này (và nói chung là cả ba chi còn loài sinh tồn) vào trong họ này kể từ năm 1906. Chứng cứ phân tử hỗ trợ việc gộp cả ba chi, cũng như chỉ ra rằng 2 chi bẫy mồi theo kiểu khép lại (Dionaea và Aldrovanda) có quan hệ họ hàng gần với nhau hơn là với Drosera, gợi ý rằng các bẫy kiểu khép lại chỉ tiến hóa có một lần.
Hồ sơ hóa thạch của họ Droseraceae là phong phú nhất trong số các họ thực vật ăn thịt. Phấn hoa hóa thạch đã được quy cho vài chi còn loài sinh tồn lẫn các chi đã tuyệt chủng, mặc dù một vài trong số này có sự hợp lệ đáng ngờ.
Trong quá khứ thì loài Drosophyllum lusitanicum đã từng được đặt trong họ này, nhưng chứng cứ phân tử cho thấy nó có quan hệ họ hàng gần với loài dây leo ăn thịt Triphyophyllum peltatum và các loài dây leo không ăn thịt thuộc chi Ancistrocladus hơn và vì thế đã được phân loại lại tại chỗ khác (đặc biệt là trong họ của chính nó là Drosophyllaceae). Chứng cứ phân tử và hóa sinh học gần đây (xem website của APG) gợi ý rằng các đơn vị phân loại có tính ăn thịt trong bộ Caryophyllales (các họ Droseraceae, Drosophyllaceae, Nepenthaceae và loài Triphyophyllum peltatum) tất cả đều thuộc về cùng một nhánh mà trong đó còn chứa cả các loài cây không ăn thịt, chẳng hạn như các loài trong họ Ancistrocladaceae.

## Phát sinh chủng loài
Cây phát sinh chủng loài cho các chi còn loài sinh tồn dưới đây lấy theo Fernando Rivadavia và ctv., 2003.

|  | Drosera                                                 |
|  |                                                         |
|  | \| \| Aldrovandra \| \| \| \| \| \| Dionaea \| \| \| \| |
|  |                                                         |
|  | Aldrovandra                                             |
|  |                                                         |
|  | Dionaea                                                 |
|  |                                                         |

|  | Aldrovandra |
|  |             |
|  | Dionaea     |
|  |             |